# ボルクヴァルト

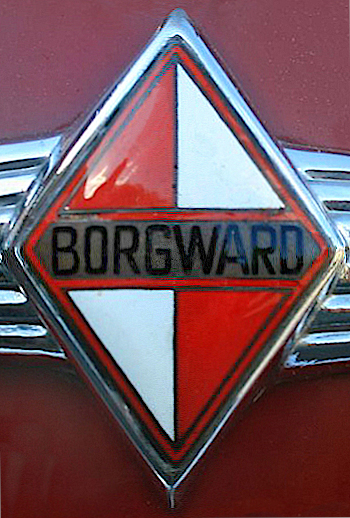
旧ロゴ

ボルクヴァルト（Borgward ）はドイツの自動車メーカー。西ドイツ時代の1961年に破産、2015年に中国資本の支援の下で復活したが、2022年に再び破産した。創業者はカール・F.W・ボルクヴァルト（Carl Friedrich Wilhelm Borgward 1890 - 1963年）で、かつての本社はブレーメンにあったが、復活後はシュトゥットガルトに本社を置いた。ブレーメンの本社跡地はダイムラーの乗用車工場となっている。

## 歴史

### 第二次世界大戦以前
カール・ボルクヴァルトは1920年、ドイツで共同出資者ヴィルヘルム・テクレンブルク（Wilhelm Tecklenburg）と共に"Bremer Kühlerfabrik Borgward & Co"を設立した。
1924年には、彼が最初に設計・製造した自動車である「Blitzkarren」（稲妻カート）と呼ばれた2馬力の超小型三輪デリバリーバンが登場、個人商店の運搬用や郵便配達車として市場の隙間を埋めて成功した。
翌1925年にはゴリアト（Goliath、ゴリアテ、ゴライアスとも）という名の三輪トラックの製造を開始、1931年にはハンザ・ロイト・ヴェルケ（Hansa-Lloyd-Werke）を吸収合併し、ハンザ、ロイト、ゴリアト各車を生産する企業体、ボルクヴァルト・グループを作り上げた。
1937年に登場した乗用車「ハンザ・ボルクヴァルト2000」が1939年に「ボルクヴァルト2000」に改称されると、会社名及び彼の名前自体が車名としても用いられるようになる。この頃にはブレーメン近郊の大工場の従業員数は22,000人に達していた。

### 戦中

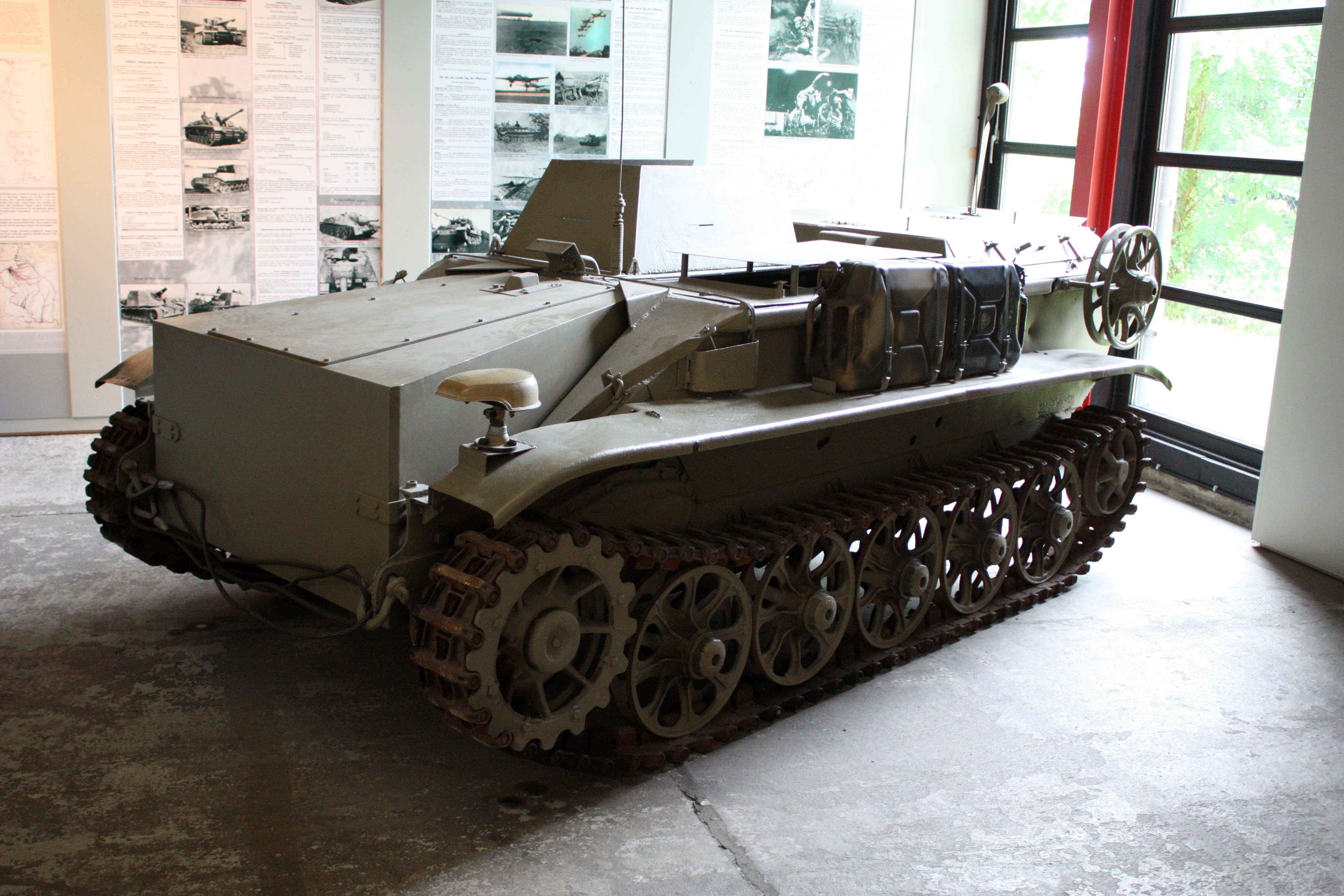
ボルクヴァルトIV

第二次世界大戦中は軍用トラックや、無限軌道による遠隔操作式爆薬運搬車ゴリアテシリーズ、ボルクヴァルトIVなどの製造を行った。

### 戦後

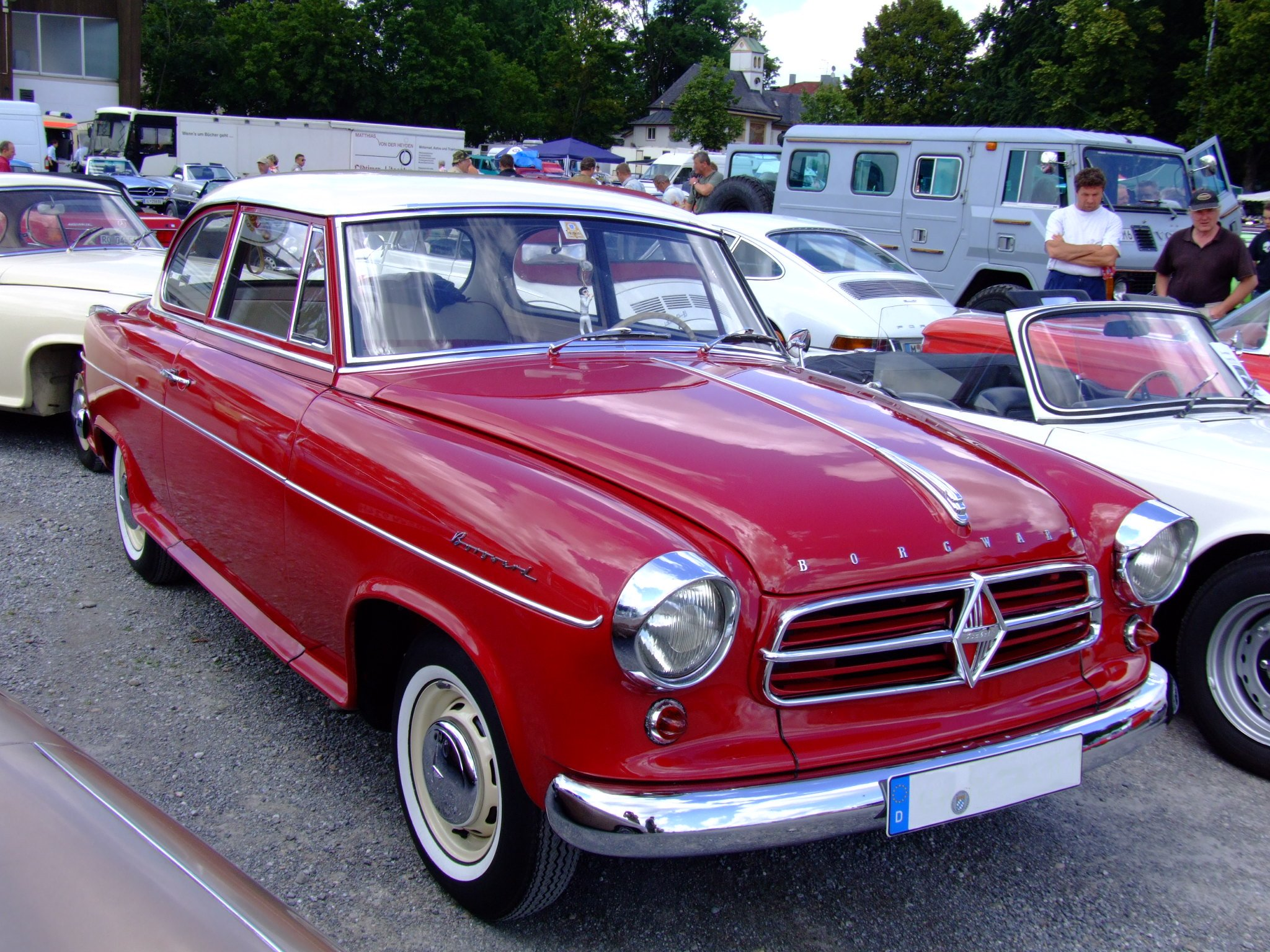
イサベラ

大戦中は軍用車やトラックの製造に追われたが、1950年には初の戦後型ボルクヴァルト・ハンザ1500をデビューさせる。前年に登場した1949年型フォード（1949 Ford）の影響が色濃いデザインは当時の西ドイツでは斬新で、フォルクスワーゲンやオペルとメルセデス・ベンツのギャップを埋めるアッパーミドルクラスの乗用車としての地位を確立する。ハンザ1500は1954年にイザベラに発展。セダンはなぜか2ドアのみとなるが、流麗なデザインの2ドアカブリオレやクーペも登場し、今日のBMW・3シリーズに近い、高性能・高品質な中型ドイツ車として人気を集めた。
ボルクヴァルトは更に16バルブ1,500 ccエンジンを開発してフォーミュラ2レースに出場したり、同エンジンを搭載したスポーツクーペを少数生産してル・マン24時間やカレラ・パナメリカーナ、ニュルブルクリンク1000kmなどのスポーツカーレースにも出場した。直列6気筒エンジンを搭載してメルセデス・ベンツの牙城に挑むボルクヴァルト・ハンザ2400、エアサスペンションを搭載したボルクヴァルト・P100などの高級車も生産した。1950〜1958年の間に51個の世界記録を塗り替えたとされる。カール・ボルクヴァルトはワンマン経営者・技術者としてこれら製品のディテールに至るまでその設計をコントロールした。
1960年代近くなるとイザベラはじめ各ブランドの主力車種のデザインに旧態化が目立つようになり、高級車の販売成績もメルセデスの敵ではなく、不振続きであった。起死回生を図って投入されたロイト社の新型車アラベラには品質面での問題が残っていた。ボルクヴァルトの業績は下降線を辿り、1961年に経営破綻し破産宣告を受けた。
工場施設の一部は西ドイツ（当時）の商用車メーカー・ハノマーグ社に引き継がれ、イザベラとP100の生産設備はメキシコに売られ、1970年まで生産された。一生をかけて育て上げた会社を失ったカール・ボルクヴァルトは1963年に72歳で死去した。

### 復活と2度目の破産

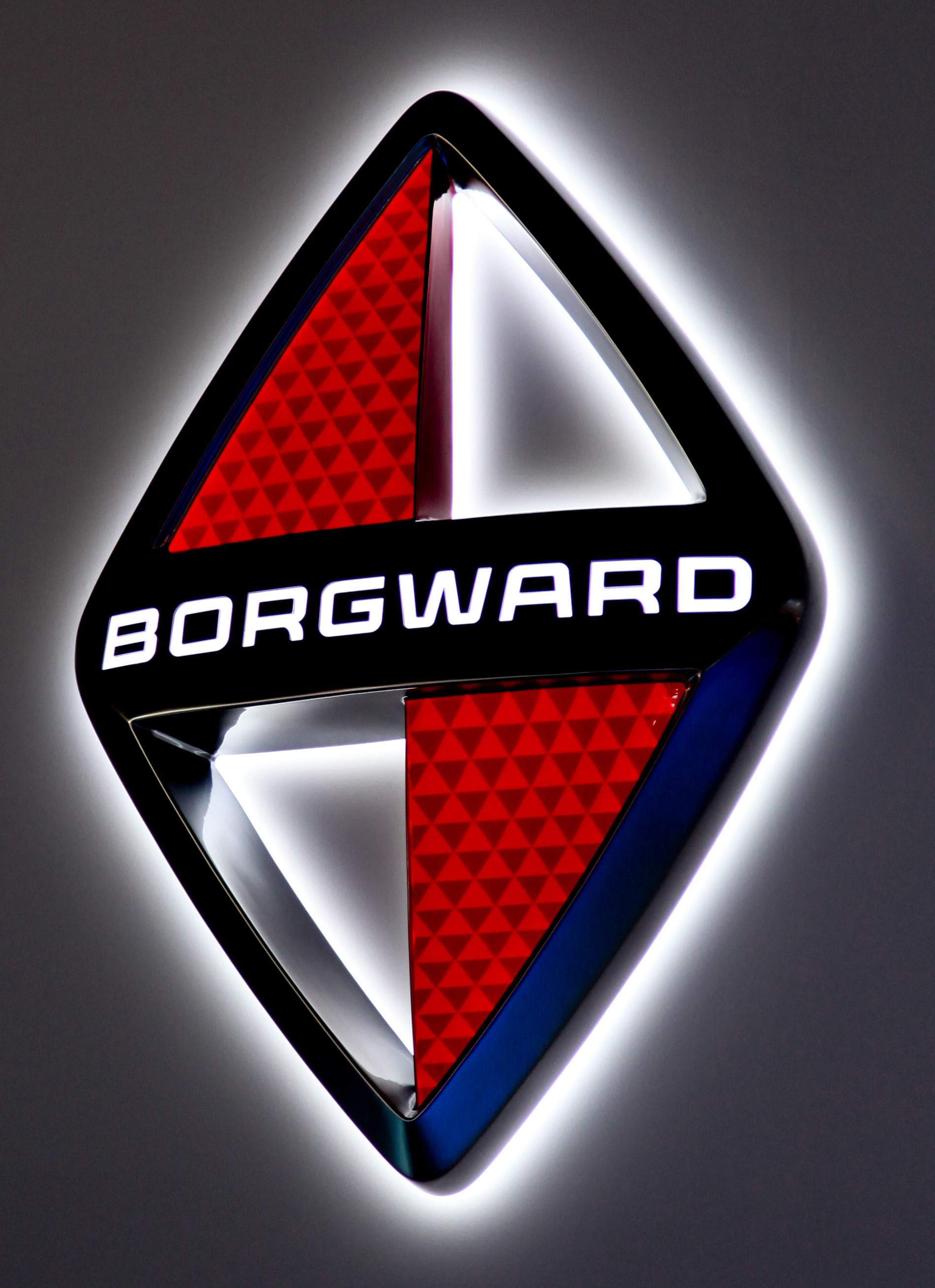
新ロゴ

2015年3月のジュネーブ国際自動車ショーで54年ぶりに復活することが報道された。新しいボルクヴァルトの創業者は、カールの孫であるクリスチャン・ボルクヴァルトであり、復活発表に至るまで様々なビジネスパートナーと共に10年以上の歳月を費やしたという。新しいボルクヴァルトAGは、2008年にスイス・ルツェルンにて設立され、共同出資者兼CEOにはかつてサーブ・オートモービルやダイムラーに勤めたKarlheinz L. Knöss、車体デザイナーにはかつてメルセデス・ベンツ・Eクラスの設計に携わったノルウェーのEinar J. Hareideを迎え、実際の車体製造および財政面での支援は中国の自動車メーカーである福田汽車が行う体制である。
同年9月、ボルクヴァルトはフランクフルトモーターショーにて同社復活後初の自動車として、SUVのBX7を発表した。BX7は中国の自動車メーカーである北京汽車のSUVである紳宝・X65のシャーシをベースに、福田汽車・薩瓦納のパワートレインを組み合わせて製造されたものと見なされている。BX7は2016年より中国市場にて販売が開始され、欧州市場への投入は2017年ごろが見込まれていると報じられた。
2016年3月のジュネーブ国際自動車ショーでは、BX7よりも小柄なプラグインハイブリッドSUVであるBX5が発表された。
2016年3月、福田汽車はボルクヴァルト車生産を中国政府が認可したと発表。2016年5月、BX7を中国で販売開始。2017年3月、BX5を中国で販売開始。2018年5月、BX5をベースにクーペスタイルのデザインとしたBX6およびBX7の電気自動車版であるBXi7を発売。また同じ2018年、ドイツと欧州でBX7の販売を開始。2019年12月にはより小型のSUV、BX3を中国で発売。
2018年からオランダのウェバース・スポーツと提携してダカール・ラリーにも参戦し、ブランドの周知が行われた。この時のマシンBX7は、三菱・レーシングランサーの外観とエンジンを載せ替えたフォード・HRXをベースとしたリバッジモデルである。2020年には新型のBX7 DKR EVOが投入され、二輪・四輪でダカール覇者となったナニ・ロマもドライブした。サポート車両には市販車のBX7 TSが用いられた。
中国汽車工業協会（CAAM)によると、2017年はBX7を3万台以上販売した。しかしその後は販売が振るわず、2018年10月9日、福田汽車は、保有する北京宝沃汽車（北京ボルクヴァルト）株の67％を売却すると発表、2019年3月18日に北京を拠点に配車サービスなどを手がける「神州優車（Ucar）」が株を取得した。
2019年の販売台数は全世界で55,000台、うち中国で45,321台とピークに達したが、これはUcarのサービス向けにボルクヴァルト車を販売することで台数が伸びたものであった。よってその効果は一時的で、2020年の中国での販売は8703台、2021年には3530台まで減少した。
福田汽車の2021年1-6月期決算報告では、ボルクヴァルト（宝沃汽車）の不振による減損損失が、税引前利益に4億9000万元（約83億5000万円）のマイナスをもたらしたとしている。宝沃汽車が北京市の環境保護局に提出した文書によれば、2020年2月から2021年6月末までの期間、宝沃汽車の工場はまったく稼働していなかったという。
2019年にはかつての本拠地であるドイツ・ブレーメンに工場を設ける計画があったが、実現しなかった。
2022年4月8日、福田汽車は北京宝沃汽車（北京ボルクヴァルト）の破産を正式に申請した。同年11月29日、福田汽車は北京市第一中級人民裁判所が北京宝沃（ボルクヴァルト）の破産を宣告したと発表した。